# Dominion di Terranova
Il Dominion di Terranova (in inglese Dominion of Newfoundland) era un dominion britannico stabilito nel 1907 e confermato dalla Dichiarazione Balfour del 1926 e dallo Statuto di Westminster del 1931. Comprendeva l'isola di Terranova e il Labrador sulla terraferma continentale. Terranova era uno dei dominion originali ai sensi della Dichiarazione Balfour e di conseguenza godeva di uno status costituzionale equivalente agli altri dominion dell'epoca.
Nel 1934, Terranova divenne l'unico dominio a rinunciare al proprio status di autogoverno, ponendo fine a 79 anni di autogoverno. L'abolizione dell'autogoverno avvenne a causa di una crisi delle finanze pubbliche di Terranova nel 1932. Terranova aveva accumulato una notevole quantità di debito costruendo una ferrovia attraverso l'isola, che venne completata nel 1890, e creando il proprio reggimento durante la prima guerra mondiale. Nel novembre 1932, il governo avvertì che Terranova sarebbe stata inadempiente sui pagamenti del debito pubblico. Il governo britannico istituì rapidamente la Newfoundland Royal Commission per indagare e riferire sulla posizione. Il rapporto della commissione, pubblicato nell'ottobre 1933, raccomandava che Terranova rinunciasse temporaneamente all'autogoverno e consentisse al Regno Unito di amministrarlo tramite una commissione nominata.
Il Parlamento di Terranova accolse le raccomandazioni e presentò una petizione al Re per chiedere la sospensione della costituzione e la nomina di commissari per amministrare il governo fino a quando il Paese non sarebbe tornato ad essere autosufficiente. Per consentire il rispetto della richiesta, il Parlamento britannico approvò il Newfoundland Act 1933 e il 16 febbraio 1934 il governo britannico nominò sei commissari, tre di Terranova e tre del Regno Unito, con il governatore come presidente. Il sistema di una commissione di governo composta da sei membri continuò a governare Terranova fino a quando essa si unì al Canada nel 1949 per diventare la decima provincia del Canada.

## Etimologia e simboli nazionali
Il nome ufficiale del dominion era "Terranova" e non, come a volte riportato, "Dominion di Terranova". La distinzione è evidente in molti statuti, in particolare lo Statuto di Westminster che elencava il nome completo di ogni regno, incluso il "Dominion della Nuova Zelanda", il "Dominion del Canada" e "Terranova".

Bandiera Blue Ensign del Dominion di Terranova

Bandiera Red Ensign del Dominion di Terranova

La Union Flag, bandiera ufficiale del Dominion di Terranova dal 1931 e della provincia canadese di Terranova dal 1949 al 1980

La Newfoundland Blue Ensign venne utilizzata come bandiera coloniale dal 1870 al 1904. La Newfoundland Red Ensign venne utilizzata come bandiera nazionale de facto del dominion fino a quando il legislatore non adottò la Union Flag il 15 maggio 1931.
L'inno del Dominion era Ode to Newfoundland, scritto dal governatore coloniale britannico Sir Cavendish Boyle nel 1902 durante la sua amministrazione di Terranova (dal 1901 al 1904). Venne adottato come inno del dominion il 20 maggio 1904, fino alla confederazione con il Canada nel 1949. Nel 1980, la provincia di Terranova adottò nuovamente la canzone come inno provinciale, facendo di Terranova e Labrador l'unica provincia del Canada ad adottare un inno provinciale. L'Ode to Newfoundland continua ad essere ascoltato nelle manifestazioni pubbliche della provincia; tuttavia, tradizionalmente vengono cantate solo la prima e l'ultima strofa.

## Le origini politiche
Nel 1854 il governo britannico accordò a Terranova una forma di autogoverno. Nel 1855, Philip Francis Little, nativo dell'Isola del Principe Edoardo, ottenne la maggioranza parlamentare su Sir Hugh Hoyles e i conservatori. Little guidò la prima amministrazione dal 1855 al 1858. Terranova respinse l'entrata nella confederazione del Canada nelle elezioni generali del 1869. Il primo ministro canadese, Sir John Thompson, arrivò molto vicino a chiudere un negoziato per l'adesione di Terranova nella confederazione nel 1892.
Rimase una colonia fino a quando la Conferenza imperiale del 1907 decise di conferire lo status di dominion a tutte le colonie autonome presenti. La festa annuale del Dominion Day veniva celebrata ogni 26 settembre per commemorare l'occasione. Successivamente Terranova iniziò ad intessere negoziati per accordi commerciali con gli Stati Uniti, ma il governo britannico intervenne per bloccarli, dopo che il Canada ebbe sollevato delle ferme obiezioni.
Il Dominion di Terranova visse la sua epoca d'oro sotto il primo ministro Sir Robert Bond (al potere dal 1900 al 1909).

## Prima guerra mondiale ed immediato dopoguerra
Il reggimento di Terranova, il 1st Newfoundland Regiment, combatté nella prima guerra mondiale. Il 1º luglio 1916, l'esercito tedesco distrusse la maggior parte di quel reggimento al Beaumont Hamel nel primo giorno sulla Somme, causando il 90% di vittime. Eppure il reggimento continuò a servire con distinzione in diverse battaglie successive, guadagnandosi il prefisso "Royal". Nonostante l'orgoglio della gente per i risultati del reggimento, il debito di guerra di Terranova e la responsabilità pensionistica per il reggimento e il costo del mantenimento di una ferrovia transinsulare portarono ad un debito pubblico aumentato e in definitiva insostenibile nell'era del dopoguerra.
Dopo la guerra, Terranova, insieme agli altri dominion, inviò una delegazione separata alla Conferenza di pace di Parigi ma, a differenza degli altri dominion, Terranova non firmò nemmeno il Trattato di Versailles nel proprio diritto né cercò l'appartenenza separata alla Società delle Nazioni.
Negli anni ‘20, alcuni scandali politici attraversarono il Dominion. Nel 1923, il procuratore generale arrestò il primo ministro Sir Richard Squires con l'accusa di corruzione. Nonostante il suo rilascio subito dopo su cauzione una commissione d'inchiesta, presieduta da Thomas Hollis-Walker, KC, riesaminò lo scandalo. Poco dopo, il governo Squires cadde. Squires tornò poi al potere nel 1928, a causa dell'impopolarità dei suoi successori (Walter Stanley Monroe e Frederick C. Alderdice), ma si trovò a governare un paese attanagliato dalla Grande depressione.
Il Comitato giudiziario del Consiglio Privato (JCPC) risolse l'annosa controversia sui confini del Labrador con il Canada con soddisfazione di Terranova e contro il Canada (e, in particolare, contrariamente al desideri del Québec, la provincia che confinava con il Labrador) con una sentenza del 1º aprile 1927. Prima del 1867, la parte della costa settentrionale del Quebec della "costa del Labrador" faceva la spola avanti e indietro tra le colonie del Basso Canada  e di Terranova. Le mappe fino al 1927 mostravano la regione costiera come parte di Terranova, con un confine indefinito. La sentenza del Consiglio Privato stabilì un confine lungo lo spartiacque che separava le acque che scorrevano attraverso il territorio fino alla costa del Labrador, pur seguendo due linee rette dal fiume Romaine lungo il 52º parallelo, quindi a sud vicino al 57º meridiano ovest di longitudine fino al Golfo di San Lorenzo. Il Quebec rifiutò a lungo il risultato e le mappe emesse dalle province del Quebec non segnano il confine allo stesso modo dei confini con Ontario e New Brunswick.
Terranova implementò solo gradualmente il suo status di Dominion autonomo. Nel 1921 istituì ufficialmente la carica di Alto Commissario per il Regno Unito (per il quale Sir Edgar Rennie Bowring aveva già assunto il ruolo nel 1918), adottò una bandiera nazionale ed istituì un dipartimento per gli affari esteri nel 1931, dopo aver dato il proprio assenso all'approvazione dello Statuto di Westminster del 1931.

## Fine del governo responsabile

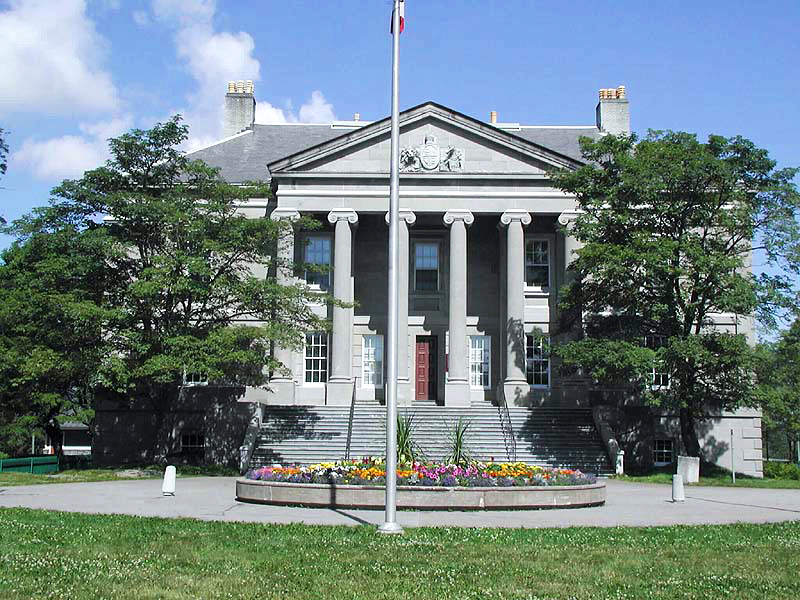
Colonial Building

Essendo un piccolo paese che si basava principalmente sull'esportazione di pesce, carta e minerali, Terranova venne colpita molto duramente dalla Grande depressione. La frustrazione economica unita alla rabbia per la corruzione del governo portò ad una generale insoddisfazione per il governo democratico. Il 5 aprile 1932, una folla di 10 000 persone marciò sul Colonial Building (sede della Camera dell'Assemblea) e costrinse il primo ministro Squires a fuggire. Squires perse un'elezione tenutasi più tardi nel 1932. Il governo successivo, guidato ancora una volta da Alderdice, invitò il governo britannico a prendere il controllo diretto fino a quando Terranova non potesse diventare autosufficiente. Il Regno Unito, preoccupato per la probabilità che Terranova fosse inadempiente sui suoi debiti di guerra, istituì la Newfoundland Royal Commission, guidata da un pari scozzese, il I barone Amulree. Il suo rapporto, pubblicato nel 1933, valutava la cultura politica di Terranova come intrinsecamente corrotta e le sue prospettive economiche desolate e sosteneva l'abolizione del governo responsabile e la sua sostituzione con una Commissione del governo britannico. Seguendo le raccomandazioni del rapporto, il governo di Alderdice decretò la propria dissoluzione nel dicembre 1933.
Nel 1934, il Dominion sospese lo status di autogoverno di Terranova e la Commissione di governo prese il controllo. Terranova rimase un dominion solo di nome. Terranova era governata da un governatore che faceva rapporto al Segretario Coloniale a Londra. La legislatura venne sospesa.
La grave depressione economica durò fino allo scoppio della seconda guerra mondiale nel 1939.

## Seconda guerra mondiale
Data la posizione strategica di Terranova nella battaglia dell'Atlantico, gli Alleati (specialmente gli Stati Uniti d'America) vi costruirono molte basi militari. Un gran numero di uomini non qualificati guadagnarono i loro primi stipendi dopo anni di disoccupazione lavorando nelle costruzioni e nelle squadre portuali. Il reddito nazionale raddoppiò quando si verificò un boom economico nella Penisola di Avalon e, in misura minore, a Gander, Botwood e Stephenville. Gli Stati Uniti divennero il principale fornitore e il denaro e l'influenza americani si diffusero rapidamente dalle basi militari, navali e aeree. La prosperità tornò nell'industria della pesca nel 1943. Le entrate del governo, aiutate dall'inflazione e dai nuovi redditi, quadruplicarono, anche se Terranova aveva aliquote fiscali molto inferiori a quelle del Canada, della Gran Bretagna o degli Stati Uniti. Con stupore di tutti, Terranova iniziò a finanziare prestiti a Londra. La prosperità in tempo di guerra pose fine alla lunga depressione e riaprì la questione dello status politico.
L'American Bases Act divenne legge a Terranova l'11 giugno 1941, con il personale americano che creò un drastico cambiamento sociale sull'isola. Ciò includeva significativi matrimoni misti tra le donne di Terranova e il personale americano.
Nell'ottobre del 1943, la stazione meteorologica Kurt venne eretta a Terranova, segnando l'unica operazione armata della Germania nazista a terra nel Nord America.
Un nuovo partito politico si formò a Terranova per sostenere legami più stretti con gli Stati Uniti, l'Economic Union Party, che Karl McNeil Earle definisce "un movimento di breve durata ma vivace per l'unione economica con gli Stati Uniti". I sostenitori dell'unione con il Canada denunciarono l'Economic Union Party come repubblicano, sleale e anti-britannico. Nessuna iniziativa americana per l'unione venne mai creata.

## La Convention nazionale e il referendum

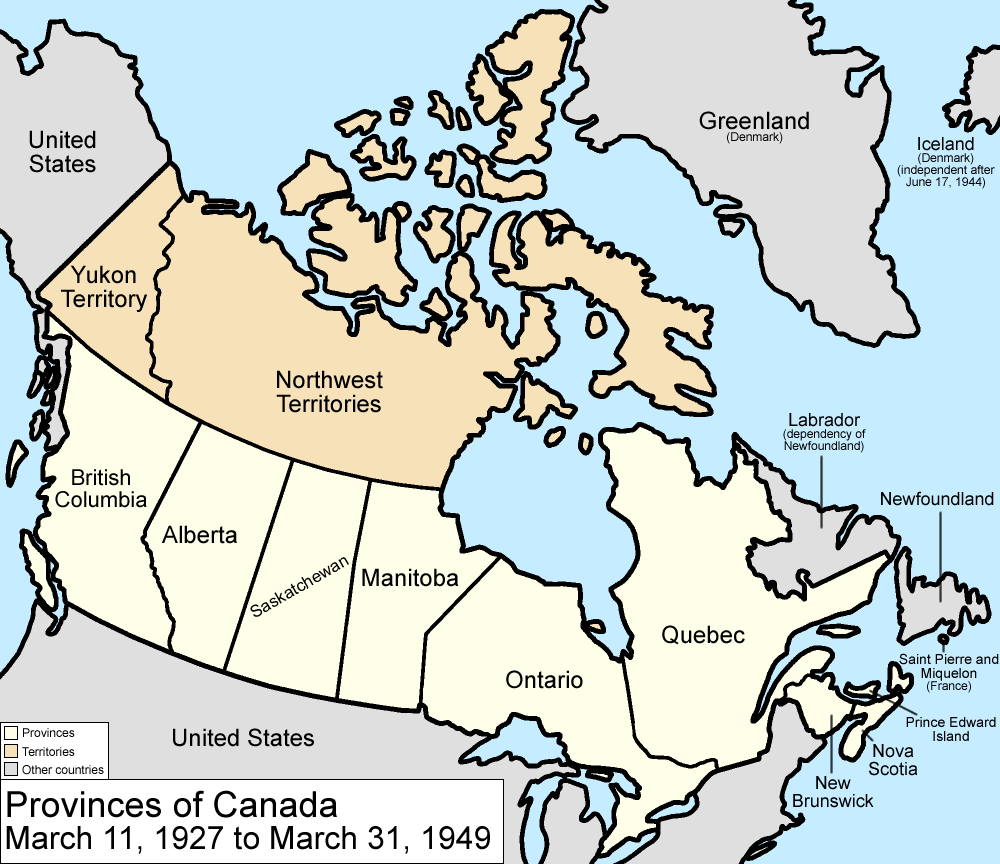
Il Dominion di Terranova (in grigio)

Non appena la prosperità tornò durante la guerra, l'agitazione cominciò a porre fine alla commissione. Terranova, con una popolazione di 313.000 abitanti (più 5.200 nel Labrador), sembrava troppo piccola per essere indipendente. Nel 1945, Londra annunciò che una Convenzione nazionale di Terranova sarebbe stata eletta per consigliare su quali scelte costituzionali avrebbero dovuto essere votate tramite referendum. L'unione con gli Stati Uniti era una possibilità, ma la Gran Bretagna rifiutò l'opzione e offrì invece due opzioni: ritorno allo stato di dominion o continuazione dell'impopolare Commissione. Il Canada collaborò con la Gran Bretagna per garantire che l'opzione di legami più stretti con l'America non fosse inclusa nel referendum.
Nel 1946 si svolse un'elezione per determinare l'appartenenza alla Convenzione nazionale di Terranova, incaricata di decidere il futuro di Terranova. La Convenzione ha votato per indire un referendum per decidere tra la continuazione della Commissione di governo o il ripristino del governo responsabile. Joey Smallwood era un noto personaggio radiofonico, scrittore, organizzatore e nazionalista che aveva a lungo criticato il dominion britannico. Divenne il leader dei confederati e si mosse per l'inclusione di una terza opzione: quella della confederazione con il Canada. La Convenzione respinse la sua mozione, ma egli non si arrese, raccogliendo invece più di 5.000 firme di petizioni in quindici giorni, che inviò a Londra tramite il governatore. La Gran Bretagna insistette sul fatto che non avrebbe fornito a Terranova alcuna ulteriore assistenza finanziaria, ma aggiunse questa terza opzione di far entrare Terranova in Canada al ballottaggio. Dopo un lungo dibattito, il 3 giugno 1948 ebbe luogo il primo referendum, per decidere se continuare con la Commissione di governo, tornare allo status di dominion o entrare a far parte della Confederazione canadese.
Tre partiti parteciparono alla campagna referendaria: la Confederate Association di Smallwood fece una campagna per l'opzione della confederazione mentre nella campagna anti-confederazione presero parte la Responsible Government League di Peter Cashin e l'Economic Union Party di Chesley Crosbie (entrambi i quali chiesero un voto per un governo responsabile). Nessun partito sostenne di presentare una petizione alla Gran Bretagna per continuare la Commissione di governo. Il Canada aveva lanciato un invito ad aderirvi a condizioni finanziarie generose. Smallwood fu il principale sostenitore della confederazione con il Canada, insistendo: "Oggi siamo più disposti a sentire che la nostra stessa virilità, la nostra stessa creazione da parte di Dio, ci dà diritto a standard di vita non inferiori a quelli dei nostri fratelli sulla terraferma". A causa della tenacia, riuscì ad avere l'opzione del Canada sul referendum. I suoi principali oppositori erano Cashin e Crosbie. Cashin, un ex ministro delle finanze, guidò la Responsible Government League, mettendo in guardia contro le importazioni canadesi a basso costo e l'elevata imposta sul reddito canadese. Crosbie, un leader dell'industria della pesca, guidò il Partito per l'Unione Economica con gli Stati Uniti, cercando prima un governo responsabile, seguito da legami più stretti con gli Stati Uniti, che avrebbero potuto essere una delle principali fonti di capitale.

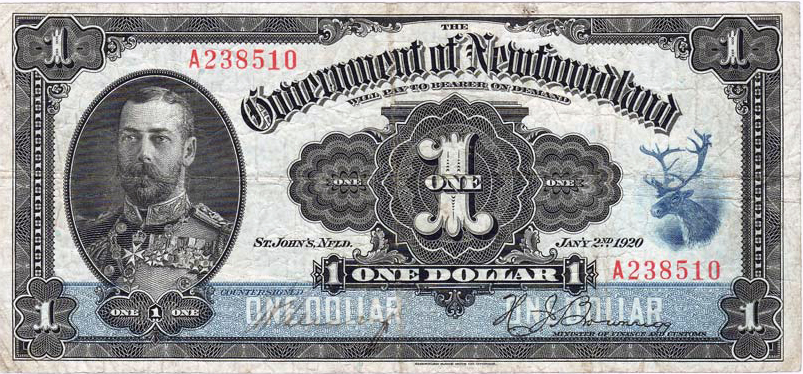
Una banconota da un dollaro di Terranova emessa nel 1920.

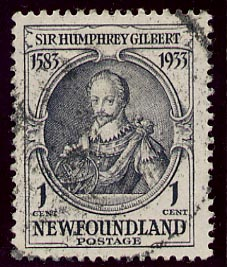
Francobollo di Terranova, raffigurante Sir Humphrey Gilbert.

Il risultato si è rivelato inconcludente, con il 44,5% a favore del ripristino dello stato di dominio, il 41,1% per la confederazione con il Canada e il 14,3% per il proseguimento della Commissione di governo. Poiché nessuna opzione ottiene almeno il 50% dei voti, il 22 luglio è stato programmato un secondo referendum con le prime due opzioni del primo referendum. Il secondo referendum, il 22 luglio 1948, chiese ai Terranova di scegliere tra confederazione e stato di dominio, e produsse un voto dal 52 al 48% per la confederazione. Terranova si unì al Canada nelle ultime ore del 31 marzo 1949.